# Frida Hyvönen
Frida Hyvönen, née en 1977 est une auteur-compositeur-interprète suédoise, originaire de Robertsfors, petite ville près d'Umeå, dans le nord de la Suède . Elle vit actuellement à Flarken, Suède.
Son premier CD, Until Death Comes, est enregistré aux studios Atlantis de Stockholm et coproduit par Jari Haapalainen du groupe The Bear Quartet. Le CD sort en 2005 en Europe chez Licking Fingers, label des Concretes, et en 2006 aux États-Unis chez Secretly Canadian.
En 2005, Hyvönen reçoit le Stockholmspriset du Nöjesguiden pour son premier album.
Son premier single, I Drive My Friend, atteint les premières places des charts en Suède en quelques semaines.
Frida se produit avec son piano à travers la Suède depuis 2004. Elle a également donné des concerts à Madrid, Milan et Shanghai. Au printemps 2006, elle a fait une tournée au Royaume-Uni avec José González et durant l'été 2006 aux États-Unis avec Jens Lekman.
À l'automne 2005, elle écrit la musique du spectacle chorégraphique Pudel, du chorégraphe Dorte Olesen. Elle l'a également jouée sur scène. En janvier 2007, elle en sort l'enregistrement, Frida Hyvönen Gives You: Music From The Dance Performance Pudel.
En novembre 2008, elle sort son deuxième album Silence Is Wild.
En avril 2012, elle sort son troisième album To The Soul.

## Discographie
- 2012 : To The Soul
- 2008 : Silence Is Wild
- 2007 : Frida Hyvönen Gives You: Music From The Dance Performance Pudel
- 2005 : Until Death Comes
- 2005 : I Drive My Friend (single)